# Организация Саудовских железных дорог
Организация Саудовских железных дорог (англ. Saudi Railways Organization) — одна из двух железнодорожных компаний, управляющих железнодорожной сетью Саудовской Аравии.
Вторая железнодорожная компания — Саудовская железнодорожная компания.
Saudi Railways Organization была создана 20 октября 1951 года, управляет линиями протяжённостью 1200 км с шириной колеи 1435 мм.
Управление компании находится в Эд-Даммаме.
Одна из линий имеет протяжённость 449 км и соединяет Эд-Даммам и Эр-Рияд (через Эль-Хуфуф) и используется для пассажирских перевозок. Вторая линия протяжённостью 556 км соединяет нефтяное месторождение Абкайк, Эль-Хуфуф, Харадх, Эр-Рияд и используется для грузоперевозок. С 2009 года ведётся строительство высокоскоростной магистрали для связи Мекки, Медины и Джидды, с подключением к станции у аэропорта Король Абдул-Азиз, планируется, что скорость электропоездов будет составлять 300 км/час.